# Couteau électrique

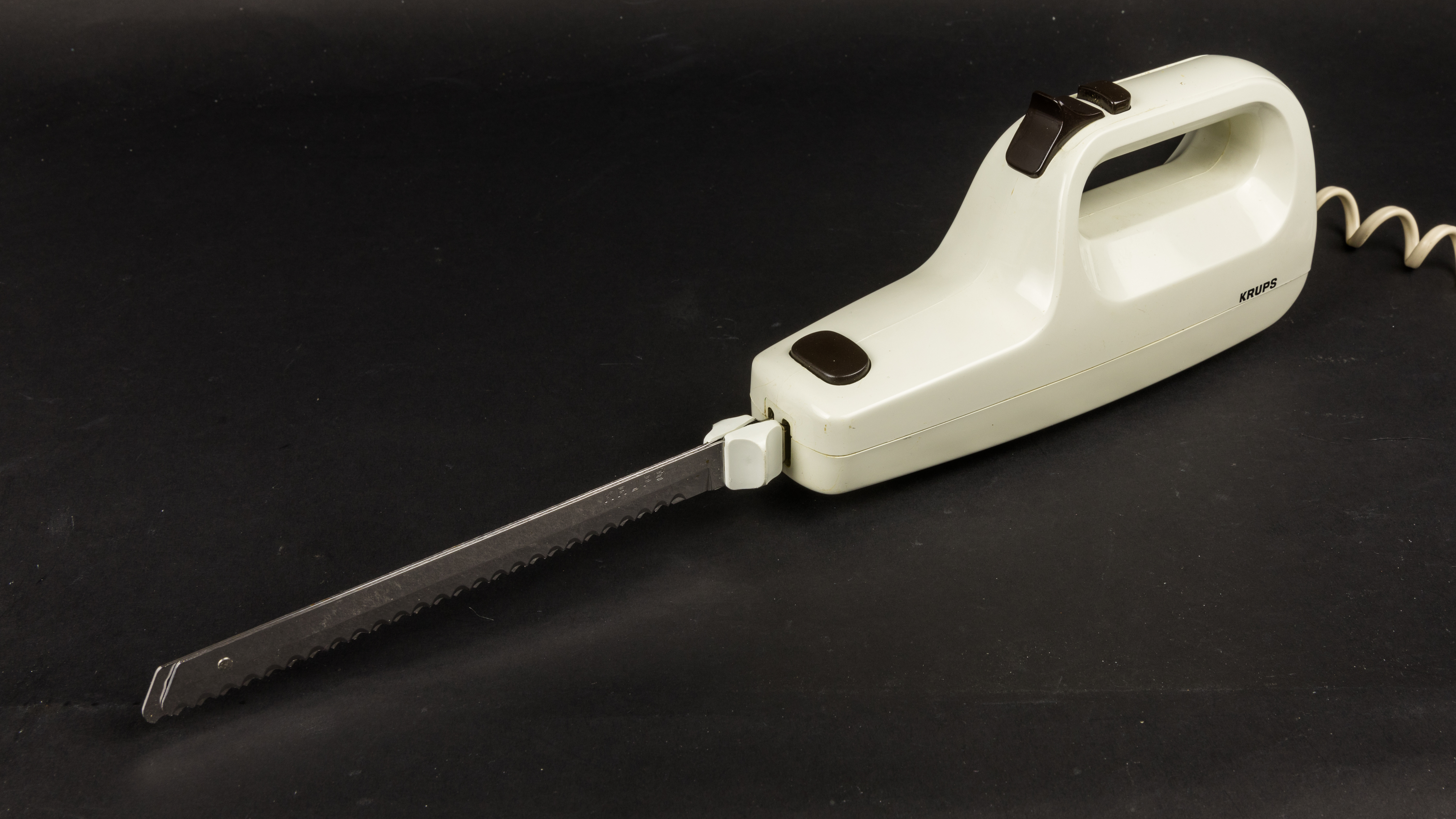
Un couteau électrique.

Un couteau électrique est un ustensile de cuisine électrique qui permet de découper les aliments. L'utilisation d'un couteau électrique permet de couper des tranches régulières avec un minimum d'effort.
Il permet de découper des tranches dans des pièces de viandes très cuites qui tomberaient en morceaux si on les coupait avec un couteau usuel. Un couteau électrique peut être utilisé pour découper toute sorte d'aliments mous. L'utilisation pour la découpe d'aliments durs est plus délicate en raison du risque de provoquer un dysfonctionnement de l'appareil. Le couteau électrique peut également être une aide pour les personnes ayant des difficultés de préhension et de dextérité.
Un moteur électrique est intégré dans le manche du couteau et entraîne une double lame dentée. Le mouvement de va-et-vient de la lame à une fréquence élevée permet de découper des aliments mous, solides et congelés. 
Les couteaux électriques existent en modèles sans fil avec batterie intégrée et en version filaire. En général, les appareils à batterie sont équipés d'une batterie lithium-ion. Les modèles câblés sont souvent plus compacts. Il existe d'autres différences au niveau de la puissance consommée (en général entre 100 et 180 watts).
En raison du fort pouvoir coupant, le couteau électrique nécessite d'être particulièrement vigilant lors de l'utilisation en raison du risque de coupure. Comme tous les appareils électriques, il convient d'éviter les contacts avec l'eau en raison du risque de court-circuit électrique.